# Conférence intercantonale de l'instruction publique de la Suisse romande et du Tessin

Logo.

La Conférence intercantonale de l'instruction publique de la Suisse romande et du Tessin (CIIP) est une conférence intercantonale qui coordonne les activités des départements de l’instruction publique des cantons de Berne, Fribourg, Genève, Jura, Neuchâtel, Tessin, Valais et Vaud. 
C'est une conférence régionale de la Conférence suisse des directeurs cantonaux de l'instruction publique (CDIP), au sein de laquelle elle affirme les sensibilités latines (soit de la Suisse romande et de la Suisse italienne, le romanche n'étant en l'occurrence pas inclus).

## Structure
La CIIP est dirigée par l’Assemblée plénière, le Bureau et le Secrétariat général.

### Délégation à la langue française
La Délégation à la langue française (DLF) est chargée de régler et de recommander l'usage orthographique du français.